# 포뮬러 투
포뮬러 투(Formula Two, Formula 2)는 1948년에 처음 성문화된 오픈 휠 포뮬러 레이싱 부문의 한 유형이다. 1985년에 포뮬러 3000으로 대체되었지만 2009년부터 2012년까지 FIA에 의해 FIA 포뮬러 2 챔피언십의 형태로 부활했다. 이전 GP2 시리즈가 FIA 포뮬러 2 챔피언십으로 알려졌던 2017년에 이 이름이 다시 돌아왔다.

## 같이 보기
- 포뮬러 원
- GP2 시리즈